# Эгицерас рожковидный

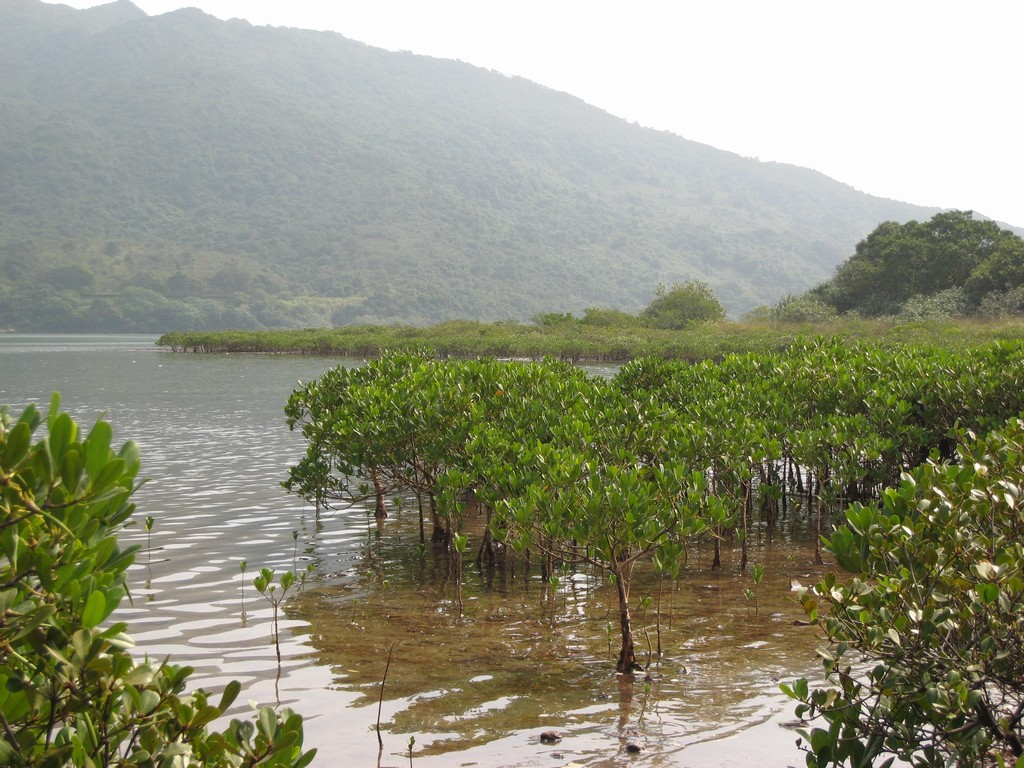
Заросли растения

Эгицерас рожковидный (лат. Aegiceras corniculatum) — кустарник или мангровое дерево рода Эгицерас, распространённое в прибрежных и эстуариевых районах Индии, Юго-Восточной Азии, южного Китая, Новой Гвинеи и Австралии.

## Описание
Эгицерас рожковидный растёт как кустарник или небольшое дерево высотой до 7 метров, хотя чаще всего значительно ниже. Его листья чередующиеся, обратнояйцевидные, 30-100 мм длиной и 15-50 мм шириной, цельные, кожистые, с мелкими точками. Его ароматные, мелкие, белые цветы собираются в зонтиковидные соцветия по 10-30 цветков, с плодоножкой до 10 мм длиной и с цветоножками 10-18 мм длиной. Чашечка 2-4 мм длиной и венчик 4-6 миллиметров длиной. Плод изогнутый и цилиндрический или роговидный, цветом от светло-зелёного до розового и 20-75 миллиметров длиной. Растение растёт во влажной почве в эстуариях и на берегу рек, часто на прибрежном краю мангровой зоны.
Вид привлекает многих мотыльков, включая мотыльков родов Anarsia, Archips и Phyllocnistis, а также виды Darna trima, Gonodontis clelia и Neurozerra conferta.

## Использование
Экстракт обладает обезболивающим свойством, и может использоваться при диабете.